# Arrate
Der Arrate ist ein Berg in Spanien von 556 Metern Höhe.

## Geographie
Der Arrate gehört dem Gebirgszug Euskal Mendiak an und liegt in der baskischen Provinz Guipúzcoa. Am Fuß des Berges liegt die Stadt Éibar.

## Geschichte
Der Name des Berges setzt sich aus den baskischen Wörtern für Stein (arr) und zwischen (arte) zusammen, so dass der Name so viel wie zwischen Stein bedeutet. An der Kuppel des Berges ist der Schrein der Jungfrau von Arrate, die seit 1928 die Schutzheilige von Éibar ist.

## Sport
Der Arrate war viermal Zielort der Vuelta a España. Im August 2012 gewann dort Alejandro Valverde die dritte Etappe und übernahm die Führung in der Gesamtwertung. Im Oktober 2020 gewann Primož Roglič dort die erste Etappe und übernahm damit zugleich die Gesamtführung.